# Língua ulithiana
O Ulithiano é uma língua falada na Micronésia. As ilhas específicas em que o Ulithian é falado são Ulithi, Ngulu, Sorol, Ilhas Fais e Línguas Carolinas Orientais. Existem também alguns falantes que podem ser encontrados nos Estados Unidos. O Ulithian tem cerca de 3050 falantes, 700 dos quais residem em Ulithi. Muitas das outras línguas do Pacífico faladas nas ilhas vizinhas são semelhantes ao ulithiano, o que facilita a compreensão por outras pessoas. De certa forma, é uma linguagem universal para a área. As pessoas que vivem em Ulithi e nos arredores são classificadas como micronesianas. Suas aparências físicas variam muito devido a todas as pessoas diferentes que passaram pela área ao longo do tempo. Ulithi tem uma forte democracia com um rei pelo nome votado pelo povo. Pelo fato de a língua ulitiana ser tão amplamente reconhecida, ela possui um bom status nas ilhas. É também uma das seis línguas oficiais dos Estados Federados da Micronésia.

## Fonologia

### Consoantes
Ulithian tem 19 consoantes que são / b, ch, d, f, g, h, k, l, l ', m, mw, n, ng, p, r, s, t, w, y / .

### Vogais
Ulithian tem oito vogais, o que é uma grande quantidade para um idioma do Pacífico. Essas são / i /, / u /, / e /, / ə /, / ɔ /, / æ /, / ɐ /, / a /. Eles são escritos i, u, e, oe ou ȯ, o, ae ou ė, oa ou a, a ou ȧ.

## Gramática

### Reduplicação
A reduplicação completa pode ser usada de várias maneiras. Isso pode ser usado para mostrar uma emoção mais forte, por exemplo, “Sig” significa ciúmes e “Sigsig” significa temperamento brusco ou facilmente desencadeado. Também pode ser usado para coisas semelhantes, por exemplo “Bbech” significa a cor branca e Bbeechbbech” é brilho ou reflexo do sol.

## Vocabulário indígena
- "Mwaal"- cara
- "Fafel" - mulher
- "Mongoi" - coma
- "Maesoer" - dormir
- "Bichikka" - quente
- "Alô" - frio
- "Nguuch" – cansado

### Palavras externas
Em diversos momentos, Espanha, Alemanha, Japão e Estados Unidos controlaram as ilhas de Ulithi. Cada um desses grupos deixou para trás palavras que foram desenvolvidas e agora são usadas na língua ulitiana. Os lingüistas usaram essas palavras para rastrear quais itens cada grupo emprestou ao Ulithi.
A Espanha exerceu influência em Ulithi desde o início dos anos 1500. Eles deixaram para trás coisas como alimentos, termos religiosos e animais. Alguns exemplos de palavras do espanhol:
| Espanhol | Ulithiano | Português    |
| -------- | --------- | ------------ |
| gato     | hatu      | gato         |
| flores   | floras    | flores       |
| cajón    | kahol     | caixa grande |

Como a Espanha passou dominando Ulithi por um período tão longo, as palavras que deixaram foram usadas porque, na verdade, deixaram para trás essas coisas. Alimentos como a batata e a abóbora foram trazidos pelo espanhol, assim, o Ulithiano usa palavras baseadas nas palavras em espanhol para eles. Como a Espanha era católica, assim, termos católicos foram deixados na língua.
O Japão ocupou Ulithi durante a Primeira Guerra Mundial e dali saiu durante ou após a Segunda Guerra Mundial. Antes da Guerra Mundial, o Japão negociava com os Ulithianos. Como as duas nações eram parceiros comerciais, ambos precisavam saber como se comunicar. De vez em quando, os meninos aprendiam o básico do japonês e, por causa disso, "hoje não é difícil encontrar ulithianos que falam e escrevem um pouco de japonês".. Um exemplo é a palavra do japonesa denwa que em Ulithiano mudou para dengwa, que significa telefone. O Japão teve um impacto tão grande que a palavra bateria,  denchi , permaneceu a mesma em ulithiano
A Alemanha não ocupou Ulithi por muito tempo, assim, deixaram menor influência e quase não há palavras que foram deixadas e que ainda são usadas. Uma das poucas palavras que foram transportadas é mark, uma moeda alemã que se transformou em mak, palavra que os ulíthicos chamam de meio dólar dos EUA.
Em 1944, a força-tarefa americana chegou a Ulithi e houve uma grande quantidade de termos ingleses desde então. O maior impacto do inglês no Ulithiano é através dos sistemas escolares. Palavras como homework e campus, que em ulitiano são homwork e kampu  são muito semelhantes.
There are some loan words that have become the official word in Ulithian, but others are used in place of another word. The Spanish word flores which means flower was taken and used by Ulithian speakers as floras. De acordo com o Dicionário Ulithiano-Inglês escrito por Neil Mellen e John Hancock, a palavra geral para flores é 'floraas', que se aproxima do que se diz no dia-a-dia. Enquanto a palavra para flor era semelhante, a palavra em espanhol para mesa, mes  foi usada diretamente em ulitiano. O dicionário ulithico-inglês informa que a tradução de table é  tiis . Isso é totalmente comparável ao falar pidgin no Havaí. Existem muitas palavras em japonês que a maioria das pessoas, mesmo que não falem japonês, usa como shoyu para molho de soja e bocha para tomar banho.

## Materiais
No que diz respeito a mídias sociais, como rádio e televisão, parece não haver nada especificamente em ulithiano, mas existem alguns em outros idiomas vizinhos. Esikiel Lippwe afirma em uma carta que as estações de rádio e televisão são muito importantes porque educam e conscientizam as pessoas sobre coisas como questões de saúde.
Em 2010, um dicionário Ulithiano - Inglês foi publicado pela Habele, uma instituição de caridade sediada nos EUA. O objetivo declarado dos autores era criar um padrão consistente e intuitivo da ortografia do alfabeto latino utilizável pora falantes nativos